# Coelorinchus supernasutus
Coelorinchus supernasutus är en fiskart som beskrevs av Mcmillan och Paulin, 1993. Coelorinchus supernasutus ingår i släktet Coelorinchus och familjen skolästfiskar. Inga underarter finns listade i Catalogue of Life.